# Ruizantheda cerdai
Ruizantheda cerdai är en biart som beskrevs av Rojas 2001. Ruizantheda cerdai ingår i släktet Ruizantheda och familjen vägbin. Inga underarter finns listade i Catalogue of Life.